# Grimm (Fernsehserie)/Episodenliste

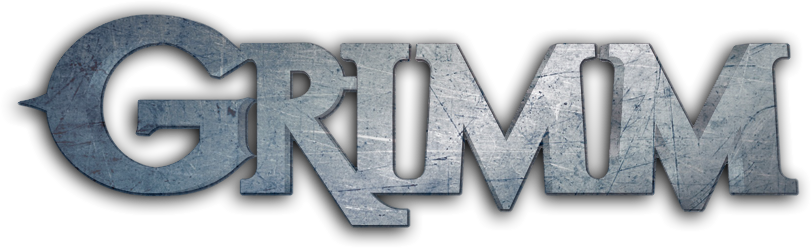
Logo der Serie

Diese Episodenliste enthält alle Episoden der US-amerikanischen Mystery-Krimiserie Grimm, sortiert nach der US-amerikanischen Erstausstrahlung. Die Fernsehserie umfasst 6 Staffeln mit 123 Episoden.

## Übersicht
| Staffel | Episodenanzahl | Erstausstrahlung USA | Erstausstrahlung USA | Deutschsprachige Erstausstrahlung | Deutschsprachige Erstausstrahlung |
| Staffel | Episodenanzahl | Staffelpremiere      | Staffelfinale        | Staffelpremiere                   | Staffelfinale                     |
| ------- | -------------- | -------------------- | -------------------- | --------------------------------- | --------------------------------- |
| 1       | 22             | 28. Oktober 2011     | 18. Mai 2012         | 18. Februar 2013                  | 15. Juli 2013                     |
| 2       | 22             | 13. August 2012      | 21. Mai 2013         | 26. August 2013                   | 27. Januar 2014                   |
| 3       | 22             | 25. Oktober 2013     | 16. Mai 2014         | 5. Mai 2014                       | 5. Januar 2015                    |
| 4       | 22             | 24. Oktober 2014     | 15. Mai 2015         | 20. Juli 2015                     | 7. September 2015                 |
| 5       | 22             | 30. Oktober 2015     | 20. Mai 2016         | Juni 2017                         | Juni 2017                         |
| 6       | 13             | 6. Januar 2017       | 31. März 2017        | 1. Juni 2018                      | 1. Juni 2018                      |

## Staffel 1
Die Erstausstrahlung der ersten Staffel erfolgte vom 28. Oktober 2011 bis zum 18. Mai 2012 und war auf dem US-amerikanischen Sender NBC zu sehen. Die deutschsprachige Erstausstrahlung sendete der deutsche Free-TV-Sender VOX vom 18. Februar bis zum 15. Juli 2013.
| Nr. (ges.) | Nr. (St.) | Deutscher Titel         | Originaltitel             | Erstausstrahlung USA | Deutschsprachige Erstausstrahlung (D) | Regie           | Drehbuch                                                           | Zuschauer (USA) |
| --- | --------- | ----------------------- | ------------------------- | -------------------- | ------------------------------------- | --------------- | ------------------------------------------------------------------ | --------------- |
| 1 | 1         | Es war einmal…          | Pilot                     | 28. Okt. 2011        | 18. Feb. 2013                         | Marc Buckland   | David Greenwalt, Jim Kouf & Stephen Carpenter                      | 6,56 Mio.       |
| — Eröffnungszitat aus Rotkäppchen: Original: “The wolf thought to himself, what a tender young creature. What a nice plump mouthful …” Deutsche Version: „Der Wolf dachte bei sich, das junge, zarte Ding, das ist ein fetter Bissen.“ (Die Gebrüder Grimm, 1812) |           |                         |                           |                      |                                       |                 |                                                                    |                 |
| 2 | 2         | Bärenfalle              | Bears Will Be Bears       | 4. Nov. 2011         | 18. Feb. 2013                         | Norberto Barba  | David Greenwalt & Jim Kouf                                         | 6,01 Mio.       |
| — Eröffnungszitat aus Goldlöckchen und die drei Bären: Original: “She looked in the window, and then peeped through the keyhole; seeing nobody in the house, she lifted the latch.” Deutsche Version: „Sie sah durchs Fenster und spähte dann durchs Schlüsselloch; als sie sah, dass niemand zu Haus war, hob sie den Riegel.“                                                             |           |                         |                           |                      |                                       |                 |                                                                    |                 |
| 3 | 3         | Bienenkönigin           | Beeware                   | 11. Nov. 2011        | 25. Feb. 2013                         | Darnell Martin  | Cameron Litvack & Thania St. John                                  | 5,18 Mio.       |
| — Eröffnungszitat aus Die Bienenkönigin: Original: “She’ll sting you one day. Oh so gently, so you hardly even feel it. ’Til you fall dead.” Deutsche Version: „Sie wird dich eines Tages stechen. Gar sanft, dass du es kaum spürst. Bis du tot umfällst.“ |           |                         |                           |                      |                                       |                 |                                                                    |                 |
| 4 | 4         | Ziegendämon             | Lonelyhearts              | 18. Nov. 2011        | 4. März 2013                          | Michael Waxman  | Alan DiFiore & Dan E. Fesman                                       | 5,44 Mio.       |
| — Eröffnungszitat aus Blaubart: Original: “There she paused for a while thinking … but the temptation was so great that she could not conquer it.” Deutsche Version: „… dort hielt sie für eine Weile inne und dachte nach … Aber die Versuchung war so groß, dass sie nicht widerstehen konnte.“                                                                                           |           |                         |                           |                      |                                       |                 |                                                                    |                 |
| 5 | 5         | Rattenfänger            | Danse Macabre             | 8. Dez. 2011         | 11. März 2013                         | David Solomon   | David Greenwalt & Jim Kouf                                         | 4,09 Mio.       |
| — Eröffnungszitat aus die Rattenfänger von Hameln: Original: “Out they scampered from doors, windows and gutters, rats of every size, all after the piper.” Deutsche Version: „Der Rattenfänger zog demnach ein Pfeifchen heraus und pfiff. Da kamen alsbald die Ratten und Mäuse aus allen Häusern hervorgekrochen und sammelten sich um ihn herum.“                                       |           |                         |                           |                      |                                       |                 |                                                                    |                 |
| 6 | 6         | Drei Böse Wölfe         | The Three Bad Wolves      | 9. Dez. 2011         | 18. März 2013                         | Clark Mathis    | Naren Shankar & Sarah Goldfinger                                   | 5,43 Mio.       |
| — Eröffnungszitat aus Die drei kleinen Schweinchen: Original: “Little pig, little pig, let me come in, said the wolf to the pig. Not by the hair of my chinny chin chin, said the pig to the wolf.” Deutsche Version: „Liebes kleines Schwein, lass mich doch zu dir hinein, sagte der Wolf zum Schweinchen. Bin ganz allein, ich lasse dich nicht herein, sagte das Schweinchen zum Wolf.“ |           |                         |                           |                      |                                       |                 |                                                                    |                 |
| 7 | 7         | Tief im Wald            | Let Your Hair Down        | 16. Dez. 2011        | 25. März 2013                         | Holly Dale      | Sarah Goldfinger & Naren Shankar                                   | 5,16 Mio.       |
| — Eröffnungszitat aus Rapunzel: Original: “The enchantress was so hard-hearted that she banished the poor girl to a wilderness where she had to live in a miserable, wretched state.” Deutsche Version: „Und die Zauberin war so unbarmherzig, dass sie das arme Mädchen in eine Wüstenei brachte, wo sie in großem Jammer und Elend leben musste.“                                         |           |                         |                           |                      |                                       |                 |                                                                    |                 |
| 8 | 8         | Granitbestie            | Game Ogre                 | 13. Jan. 2012        | 8. Apr. 2013                          | Terrence O’Hara | Cameron Litvack & Thania St. John                                  | 4,65 Mio.       |
| — Eröffnungszitat aus Hans und die Bohnenranke: Original: “Fee fi fo fum … I smell the blood of an Englishman.” Deutsche Version: „Schnupper, schnupper … ich rieche Menschenfleisch.“ |           |                         |                           |                      |                                       |                 |                                                                    |                 |
| 9 | 9         | Von Mäusen und Menschen | Of Mouse and Man          | 20. Jan. 2012        | 15. Apr. 2013                         | Omar Madha      | Alan DiFiore & Dan E. Fesman                                       | 5,92 Mio.       |
| — Eröffnungszitat aus Von Mäusen und Menschen: Original: “I am impelled not to squeak like a grateful and frightened mouse, but to roar …” Deutsche Version: „Ich darf nicht wie eine dankbare und verängstigte Maus quieken. Ich muss brüllen …“ |           |                         |                           |                      |                                       |                 |                                                                    |                 |
| 10 | 10        | Hexenjagd               | Organ Grinder             | 3. Feb. 2012         | 22. Apr. 2013                         | Clark Mathis    | Akela Cooper & Spiro Skentzos                                      | 4,79 Mio.       |
| — Eröffnungszitat aus Hänsel und Gretel: Original: “We shall see the crumbs of bread … and they will show us our way home again.” Deutsche Version: „Dann werden wir die Brotbröcklein sehen … Die zeigen uns den Weg nach Hause.“ |           |                         |                           |                      |                                       |                 |                                                                    |                 |
| 11 | 11        | Spinnenbiss             | Tarantella                | 10. Feb. 2012        | 29. Apr. 2013                         | Peter Werner    | Alan DiFiore & Dan E. Fesman                                       | 5,3 Mio.        |
| — Eröffnungszitat von Jorōgumo: Original: “Instantly, the priestess changed into a monstrous goblin-spider and the warrior found himself caught fast in her web.” Deutsche Version: „Sofort verwandelte sich die Priesterin in eine riesige Koboldspinne, und der Krieger fand sich alsbald in ihrem Netz gefangen.“                                                                        |           |                         |                           |                      |                                       |                 |                                                                    |                 |
| 12 | 12        | Löwenspiele             | Last Grimm Standing       | 24. Feb. 2012        | 6. Mai 2013                           | Michael Watkins | Cameron Litvack, Thania St. John, Naren Shankar & Sarah Goldfinger | 4,79 Mio.       |
| — Eröffnungszitat von Androklus: Original: “The beasts were loosed into the arena, and among them, a beast of huge bulk and ferocious aspect. Then the slave was cast in.” Deutsche Version: „Die Bestien wurden in die Arena gelassen. Auch eine Bestie von enormer Größe und wildem Aussehen. Dann wurde der Sklave hereingeführt.“                                                       |           |                         |                           |                      |                                       |                 |                                                                    |                 |
| 13 | 13        | Drei Münzen             | Three Coins in a Fuchsbau | 2. März 2012         | 29. Apr. 2013                         | Norberto Barba  | David Greenwalt & Jim Kouf                                         | 5,3 Mio.        |
| — Eröffnungszitat aus Der Meisterdieb: Original: “For me there are neither locks nor bolts, whatsoever I desire is mine.” Deutsche Version: „Für mich gibt es weder Schloss noch Riegel. Wonach mich gelüstet, das ist mein.“ |           |                         |                           |                      |                                       |                 |                                                                    |                 |
| 14 | 14        | Feuerteufel             | Plumed Serpent            | 9. März 2012         | 13. Mai 2013                          | Steven DePaul   | Alan DiFiore & Dan E. Fesman                                       | 5,15 Mio.       |
| — Eröffnungszitat aus Die zwei Brüder: Original: “Said the dragon, Many knights have left their lives here, I shall soon have an end for you, too, and he breathed fire out of seven jaws.” Deutsche Version: „Der Drache sprach: ‚So mancher Rittersmann hat hier sein Leben gelassen, mit dir will ich auch fertig werden.‘ Und er spie Feuer aus sieben Rachen.“                         |           |                         |                           |                      |                                       |                 |                                                                    |                 |
| 15 | 15        | Hexen – Cookies         | Island of Dreams          | 30. März 2012        | 27. Mai 2013                          | Rob Bailey      | Jim Kouf & David Greenwalt                                         | 4,15 Mio.       |
| — Eröffnungszitat aus Der Krautesel: Original: “Soon he was so in love with the witch’s daughter that he could think of nothing else. He lived by the light of her eyes and gladly did whatever she asked.” Deutsche Version: „Es dauerte nicht lange, da war er so in das Hexenmädchen verliebt, dass er nur noch ihre Augen sah, und was sie verlangte, das tat er gerne.“                |           |                         |                           |                      |                                       |                 |                                                                    |                 |
| 16 | 16        | Goldkehlchen            | The Thing with Feathers   | 6. Apr. 2012         | 3. Juni 2013                          | Darnell Martin  | Richard Hatem                                                      | 4,45 Mio.       |
| — Eröffnungszitat aus Des Kaisers Nachtigall: Original: “Sing my precious little golden bird, sing! I have hung my golden slipper around your neck.” Deutsche Version: „Du kleiner, lieblicher Goldvogel, singe doch, singe! Ich habe dir meinen goldenen Pantoffel um den Hals gehängt.“                                                                                                   |           |                         |                           |                      |                                       |                 |                                                                    |                 |
| 17 | 17        | Liebeskrank             | Love Sick                 | 13. Apr. 2012        | 10. Juni 2013                         | David Solomon   | Catherine Butterfield                                              | 4,96 Mio.       |
| — Eröffnungszitat aus Der Krautesel: Original: “Forgive me for the evil I have done; my mother drove me to it; it was done against my will.” Deutsche Version: „Verzeiht mir, was ich Böses an Euch getan. Meine Mutter hatte mich dazu gezwungen; es ist gegen meinen Willen geschehen.“                                                                                                   |           |                         |                           |                      |                                       |                 |                                                                    |                 |
| 18 | 18        | Katz und Maus           | Cat and Mouse             | 20. Apr. 2012        | 17. Juni 2013                         | Felix Alcala    | Jose Molina                                                        | 4,56 Mio.       |
| — Eröffnungszitat aus Der Eisenhans: Original: “Perhaps some accident has befallen him, said the king, and the next day he sent out two more huntsman who were to search for him.” Deutsche Version: „‚Vielleicht ist ihm ein Unglück zugestoßen‘, sagte der König und schickte den folgenden Tag zwei andere Jäger hinaus. Die sollten nach ihm suchen.“                                   |           |                         |                           |                      |                                       |                 |                                                                    |                 |
| 19 | 19        | Blutige Botschaft       | Leave It to Beavers       | 27. Apr. 2012        | 24. Juni 2013                         | Holly Dale      | Nevin Densham                                                      | 4,33 Mio.       |
| — Eröffnungszitat aus Die drei Böcke Brausewind: Original: “Wait! the troll said, jumping in front of him. This is my toll bridge. You have to pay a penny to cross.” Deutsche Version: „‚Warte!‘, sagte der Troll und sprang vor ihn. Das ist meine Brücke mit Gebühr. Du musst einen Groschen zahlen, um hinüberzugehen.“                                                                 |           |                         |                           |                      |                                       |                 |                                                                    |                 |
| 20 | 20        | Schrille Töne           | Happily Ever Aftermath    | 4. Mai 2012          | 1. Juli 2013                          | Terrence O’Hara | David Greenwalt & Jim Kouf                                         | 4,73 Mio.       |
| — Eröffnungszitat aus Aschenputtel: Original: “And they lived happily ever after.” Deutsche Version: „Und wenn sie nicht gestorben sind, dann leben sie noch heute.“ |           |                         |                           |                      |                                       |                 |                                                                    |                 |
| 21 | 21        | Blutrausch              | Big Feet                  | 11. Mai 2012         | 8. Juli 2013                          | Omar Madha      | Alan DiFiore & Dan E. Fesman                                       | 4,45 Mio.       |
| — Eröffnungszitat aus Hans mein Igel: Original: “He stripped off his skin and tossed it into the fire and he was in human form again.” Deutsche Version: „Er streifte die Igelshaut ab und warf sie ins Feuer. Und da war er erlöst und ganz als ein Mensch gestaltet.“ |           |                         |                           |                      |                                       |                 |                                                                    |                 |
| 22 | 22        | Die Frau in Schwarz     | Woman in Black            | 18. Mai 2012         | 15. Juli 2013                         | Norberto Barba  | David Greenwalt & Jim Kouf                                         | 5,1 Mio.        |
| — Eröffnungszitat aus Dornröschen: Original: “It shall not be death, but a sleep of a hundred years, into which the princess shall fall.” Deutsche Version: „Es soll aber kein Tod sein, sondern ein hundertjähriger tiefer Schlaf, in den die Königstochter fällt.“ |           |                         |                           |                      |                                       |                 |                                                                    |                 |

## Staffel 2
Die Erstausstrahlung der zweiten Staffel war vom 13. August 2012 bis zum 21. Mai 2013 auf dem US-amerikanischen Sender NBC zu sehen. Die deutschsprachige Erstausstrahlung sendete der deutsche Free-TV-Sender VOX vom 26. August 2013 bis zum 27. Januar 2014.
| Nr. (ges.) | Nr. (St.) | Deutscher Titel             | Originaltitel            | Erstausstrahlung USA | Deutschsprachige Erstausstrahlung (D) | Regie            | Drehbuch                                                  | Zuschauer (USA) |
| --- | --------- | --------------------------- | ------------------------ | -------------------- | ------------------------------------- | ---------------- | --------------------------------------------------------- | --------------- |
| 23 | 1         | Bisswunden                  | Bad Teeth                | 13. Aug. 2012        | 26. Aug. 2013                         | Norberto Barba   | Jim Kouf & David Greenwalt                                | 5,64 Mio.       |
| — Eröffnungszitat aus The Second Coming: Original: “The blood-dimmed tide is loosed, and everywhere the ceremony of innocence is drowned.” Deutsche Version: „Die blutgefärbte Flut bricht los, und überall wird die Feier der Unschuld ertränkt …“ |           |                             |                          |                      |                                       |                  |                                                           |                 |
| 24 | 2         | Wachgeküsst                 | The Kiss                 | 20. Aug. 2012        | 26. Aug. 2013                         | Terrence O’Hara  | Jim Kouf & David Greenwalt                                | 4,9 Mio.        |
| — Eröffnungszitat aus Dornröschen: Original: “If a man of pure heart were to fall in love with her, that would bring her back to life.” Deutsche Version: „Verliebt sich aber ein Mann, der reinen Herzens ist, in sie, so wird er sie zum Leben erwecken.“ |           |                             |                          |                      |                                       |                  |                                                           |                 |
| 25 | 3         | Kojoten                     | Bad Moon Rising          | 27. Aug. 2012        | 2. Sep. 2013                          | David Solomon    | Richard Hatem                                             | 4,67 Mio.       |
| — Eröffnungszitat aus Die Alte im Wald: Original: “Then she began to weep bitterly, and said, What can a poor girl like me do now?” Deutsche Version: „Da fing es an, bitterlich zu weinen und sagte: ‚Was soll ich armes Mädchen nun anfangen?‛“ |           |                             |                          |                      |                                       |                  |                                                           |                 |
| 26 | 4         | Die Seuche                  | Quill                    | 3. Sep. 2012         | 2. Sep. 2013                          | David Straiton   | David Simkins                                             | 4,62 Mio.       |
| — Eröffnungszitat aus Die Boten des Todes: Original: “Death stood behind him and said: Follow me, the hour of your departure from this world has come.” Deutsche Version: „Der Tod stand hinter ihm und sprach: ‚Folge mir, die Stunde deines Abschieds von der Welt ist gekommen.‛“                                                                                                  |           |                             |                          |                      |                                       |                  |                                                           |                 |
| 27 | 5         | Der gute Hirte              | The Good Shepherd        | 28. Sep. 2012        | 9. Sep. 2013                          | Steven DePaul    | Dan E. Fesman                                             | 5,32 Mio.       |
| — Eröffnungszitat aus der Wolf im Schafspelz: Original: “Dressed in the skin, the wolf strolled into the pasture with the Sheep. Soon a little Lamb was following him about and was quickly led away to slaughter.” Deutsche Version: „In das Lammfell gehüllt streunte der Wolf mit den Schafen auf der Weide umher. Bald folgte ihm ein Lämmchen und wurde rasch von ihm gerissen.“ |           |                             |                          |                      |                                       |                  |                                                           |                 |
| 28 | 6         | Nur über meine Leiche       | Over My Dead Body        | 5. Okt. 2012         | 9. Sep. 2013                          | Rob Bailey       | Spiro Skentzos                                            | 5,29 Mio.       |
| — Eröffnungszitat aus Die drei Schlangenblätter: Original: “Whilst he thus gazed before him, he saw a snake creep out of a corner of the vault and approach the dead body.” Deutsche Version: „Indem er so vor sich hinstarrte, sah er eine Schlange hervorkriechen, die sich der Leiche näherte.“                                                                                    |           |                             |                          |                      |                                       |                  |                                                           |                 |
| 29 | 7         | Wilde Mischung              | The Bottle Imp           | 12. Okt. 2012        | 16. Sep. 2013                         | Darnell Martin   | Alan DiFiore                                              | 5,01 Mio.       |
| — Eröffnungszitat aus Der Geist im Glas: Original: “Let me out, let me out, the spirit cried. And the boy, thinking no evil, drew the cork out of the bottle.” Deutsche Version: „‚Lass mich heraus, lass mich heraus!‛ schrie der Geist. Und der Junge, der nichts Böses dachte, nahm den Propfen von der Flasche ab.“                                                               |           |                             |                          |                      |                                       |                  |                                                           |                 |
| 30 | 8         | Die andere Seite            | The Other Side           | 19. Okt. 2012        | 23. Sep. 2013                         | Eric Laneuville  | William Bigelow                                           | 5,03 Mio.       |
| — Eröffnungszitat aus Die Abenteuer des Pinocchio: Original: “I thought of making myself a beautiful marionette. It must be wonderful, one that can dance, fence and turn somersaults.” Deutsche Version: „Ich dachte, ob ich mir nicht mal eine Marionette machen soll. Eine wunderbare Puppe aus Holz, die tanzen, fechten und Luftsprünge machen kann.“                            |           |                             |                          |                      |                                       |                  |                                                           |                 |
| 31 | 9         | Fluss der verlorenen Kinder | La Llorona               | 26. Okt. 2012        | 30. Sep. 2013                         | Holly Dale       | Akela Cooper                                              | 6,11 Mio.       |
| — Eröffnungszitat aus Llorona: Original: “On many a dark night people would see her walking along the riverbank and crying for her children.” Deutsche Version: „In manch finsterer Nacht sah man sie am Flussufer entlangwandeln und um ihre Kinder weinen.“ |           |                             |                          |                      |                                       |                  |                                                           |                 |
| 32 | 10        | Brandzeichen                | The Hour of Death        | 2. Nov. 2012         | 7. Okt. 2013                          | Peter Werner     | Sean Calder                                               | 5,64 Mio.       |
| — Eröffnungszitat aus Die drei Schlangenblätter: Original: “And branded upon the beast, the mark of his skin. For none shall live whom they have seen.” Deutsche Version: „Gebrandmarkt sei die Bestie mit den Zeichen seiner Ahnen, weil keine am Leben bleiben darf.“ |           |                             |                          |                      |                                       |                  |                                                           |                 |
| 33 | 11        | Wendigo                     | To Protect and Serve Man | 9. Nov. 2012         | 14. Okt. 2013                         | Omar Madha       | Dan E. Fesman                                             | 5,21 Mio.       |
| — Eröffnungszitat aus Der Wendigo: Original: “The beast was simply the Call of the Wild personified… which some natures hear to their own destruction.” Deutsche Version: „Die Bestie war der fleischgewordene Ruf der Wildnis, dem manche Naturen in ihr eigenes Verderben folgen.“                                                                                                  |           |                             |                          |                      |                                       |                  |                                                           |                 |
| 34 | 12        | Der Schlüssel               | Season of the Hexenbiest | 16. Nov. 2012        | 21. Okt. 2013                         | Karen Gaviola    | Handlung: Jim Kouf Schauspiel: Jim Kouf & David Greenwalt | 5,03 Mio.       |
| — Eröffnungszitat aus Die Bremer Stadtmusikanten: Original: “Oh! There is a terrible witch in that house who spewed her poison over me and scratched me with her long fingernails.” Deutsche Version: „Ach, in dem Haus sitzt eine greuliche Hexe. Die hat mich angehaucht und mit ihren langen Fingern mir das Gesicht zerkratzt.“                                                   |           |                             |                          |                      |                                       |                  |                                                           |                 |
| 35 | 13        | Der Trank                   | Face Off                 | 8. März 2013         | 28. Okt. 2013                         | Terrence O’Hara  | Jim Kouf & David Greenwalt                                | 4,9 Mio.        |
| — Eröffnungszitat von Ferdinand Foch: Original: “The will to conquer is the first condition of victory.” Deutsche Version: „Der Wille zur Eroberung ist der erste Schritt zum Sieg.“ |           |                             |                          |                      |                                       |                  |                                                           |                 |
| 36 | 14        | Wahres Gesicht              | Natural Born Wesen       | 15. März 2013        | 4. Nov. 2013                          | Michael Watkins  | Thomas Ian Griffith & Mary Page Keller                    | 4,91 Mio.       |
| — Eröffnungszitat aus Die Bremer Stadtmusikanten: Original: “So the animals debated how they might drive the robbers out, and at last settled on an idea.” Deutsche Version: „Da ratschlagten die Tiere, wie sie es anfangen müssten, um die Räuber hinauszujagen, und fanden endlich ein Mittel.“                                                                                    |           |                             |                          |                      |                                       |                  |                                                           |                 |
| 37 | 15        | Der Sandmann                | Mr. Sandman              | 22. März 2013        | 11. Nov. 2013                         | Norberto Barba   | Alan DiFiore                                              | 5 Mio.          |
| — Eröffnungszitat vom Sandmann: Original: “Now we’ve got eyes — eyes — a beautiful pair of children’s eyes, he whispered.” Deutsche Version: „‚Nun haben wir Augen – Augen – ein schön Paar Kinderaugen‘, so flüsterte er.“ |           |                             |                          |                      |                                       |                  |                                                           |                 |
| 38 | 16        | Game Over                   | Nameless                 | 29. März 2013        | 18. Nov. 2013                         | Charles Haid     | Akela Cooper                                              | 4,86 Mio.       |
| — Eröffnungszitat aus Rumpelstilzchen: Original: “Then he seized his left foot with both hands in such a fury that he split in two.” Deutsche Version: „Dann packte es in seiner Wut den linken Fuß mit beiden Händen und riss sich selbst mitten entzwei.“ |           |                             |                          |                      |                                       |                  |                                                           |                 |
| 39 | 17        | Die Jury                    | One Angry Fuchsbau       | 5. Apr. 2013         | 25. Nov. 2013                         | Terrence O’Hara  | Richard Hatem                                             | 5,13 Mio.       |
| — Eröffnungszitat inspiriert von Der Garten des Paradieses: Original: “He sang a sweet song in tones so full and soft that no human ear could resist them nor fathom their origin …” Deutsche Version: „Er sang ein schönes Lied, ein Klang, so lieblich und weich, dass kein menschliches Ohr ihm widerstehen oder seine Herkunft ergründen konnte …“                                |           |                             |                          |                      |                                       |                  |                                                           |                 |
| 40 | 18        | Feuer und Flamme            | Volcanalis               | 26. Apr. 2013        | 2. Dez. 2013                          | David Grossman   | Jim Kouf & David Greenwalt                                | 4,85 Mio.       |
| — Eröffnungszitat aus Der Teufel mit den drei goldenen Haaren: Original: “The demon came home, and he declared that the air was not clear. I smell the flesh of man.” Deutsche Version: „Als der Teufel nach Haus’ kam, merkte er, dass die Luft nicht rein war. ‚Ich rieche Menschenfleisch.‘“                                                                                       |           |                             |                          |                      |                                       |                  |                                                           |                 |
| 41 | 19        | Die Letzten ihrer Art       | Endangered               | 30. Apr. 2013        | 9. Dez. 2013                          | David Straiton   | Spiro Skentzos                                            | 5,77 Mio.       |
| — Eröffnungszitat aus Brüderchen und Schwesterchen: Original: “They’ll kill you, and I’ll be here in the woods all alone and abandoned.” Deutsche Version: „Nun werden sie dich töten und ich bin hier allein im Wald und bin verlassen von aller Welt.“ |           |                             |                          |                      |                                       |                  |                                                           |                 |
| 42 | 20        | Die Muse                    | Kiss of the Muse         | 7. Mai 2013          | 13. Jan. 2014                         | Tawnia McKiernan | Sean Calder                                               | 5,67 Mio.       |
| — Eröffnungszitat aus Odyssee: Original: “Tell me O’Muse, from whatsoever source you may know them.” Deutsche Version: „Sage mir, Muse, aus welcher Quelle du es auch vernommen hast.“ |           |                             |                          |                      |                                       |                  |                                                           |                 |
| 43 | 21        | Die Untoten                 | The Waking Dead          | 14. Mai 2013         | 20. Jan. 2014                         | Steven DePaul    | Jim Kouf & David Greenwalt                                | 5,36 Mio.       |
| — Eröffnungszitat von Ghede: Original: “Papa Ghede is a handsom fellow in his hat and coat of black. Papa Ghede is going to the palace! He’ll eat and drink when he gets back.” Deutsche Version: „Papa Ghede ist ein stattlicher Mann mit Zylinderhut und Frack. Papa Ghede wandert zum Palast! Kommt er zurück, isst er sich satt!“                                                 |           |                             |                          |                      |                                       |                  |                                                           |                 |
| 44 | 22        | Ruhe sanft                  | Goodnight, Sweet Grimm   | 21. Mai 2013         | 27. Jan. 2014                         | Norberto Barba   | Jim Kouf & David Greenwalt                                | 4,99 Mio.       |
| — Eröffnungszitat aus Hamlet: Original: “And flights of angels sing thee to thy rest.” Deutsche Version: „Und Engelsscharen singen dich zur Ruh‘.“ |           |                             |                          |                      |                                       |                  |                                                           |                 |

## Staffel 3
Die Erstausstrahlung der dritten Staffel war vom 25. Oktober 2013 bis zum 16. Mai 2014 auf dem US-amerikanischen Sender NBC zu sehen. Die deutschsprachige Erstausstrahlung sendete der deutsche Free-TV-Sender VOX vom 5. Mai 2014 bis zum 5. Januar 2015.
| Nr. (ges.) | Nr. (St.) | Deutscher Titel      | Originaltitel                     | Erstausstrahlung USA | Deutschsprachige Erstausstrahlung (D) | Regie                 | Drehbuch                                                               | Zuschauer (USA) |
| --- | --------- | -------------------- | --------------------------------- | -------------------- | ------------------------------------- | --------------------- | ---------------------------------------------------------------------- | --------------- |
| 45 | 1         | Absturz              | The Ungrateful Dead               | 25. Okt. 2013        | 5. Mai 2014                           | Norberto Barba        | Jim Kouf & David Greenwalt                                             | 6,15 Mio.       |
| — Eröffnungszitat aus Der Gevatter Tod: Original: “But if I stand at the sick person’s feet, he is mine.” Deutsche Version: „Steh’ ich aber zu Füßen des Kranken, so ist er mein.“ |           |                      |                                   |                      |                                       |                       |                                                                        |                 |
| 46 | 2         | Böses Erwachen       | PTZD                              | 1. Nov. 2013         | 5. Mai 2014                           | Eric Laneuville       | Jim Kouf & David Greenwalt                                             | 4,96 Mio.       |
| — Eröffnungszitat von Voltaire: Original: “It is no more surprising to be born twice than once; everything in nature is resurrection.” Deutsche Version: „Es ist nicht erstaunlicher, zweimal geboren zu werden als einmal. Alles in der Natur ist Auferstehung.“ |           |                      |                                   |                      |                                       |                       |                                                                        |                 |
| 47 | 3         | Bauchgrimmen         | A Dish Best Served Cold           | 8. Nov. 2013         | 12. Mai 2014                          | Karen Gaviola         | Rob Wright                                                             | 4,875 Mio.      |
| — Eröffnungszitat von George Eliot: Original: “Tis Death’s Park, where he breeds life to feed him. Cries of pain are music for his banquet.” Deutsche Version: „Sie ist des Todes Spielfeld, wo er Leben züchtet, um sich daran zu laben. Schmerzensrufe sind wie Musik für sein Bankett.“                                                                                                  |           |                      |                                   |                      |                                       |                       |                                                                        |                 |
| 48 | 4         | Drei Schwestern      | One Night Stand                   | 15. Nov. 2013        | 12. Mai 2014                          | Steven DePaul         | Sean Calder                                                            | 5,809 Mio.      |
| — Eröffnungszitat aus Die kleine Meerjungfrau: Original: “More and more she grew to love human beings and wished that she could leave the sea and live among them.” Deutsche Version: „Mehr und mehr begann sie, die Menschen zu lieben, und wünschte, sie könnte zu ihnen aufsteigen und bei ihnen leben.“                                                                                 |           |                      |                                   |                      |                                       |                       |                                                                        |                 |
| 49 | 5         | Höllenhunde          | El Cucuy                          | 29. Nov. 2013        | 19. Mai 2014                          | John Behring          | Michael Golamco                                                        | 5,723 Mio.      |
| — Eröffnungszitat von Coco: Original: «Duérmete niño, duérmete ya … Que viene el Coco y te comerá.» (“Sleep child, sleep now … Or else the Boogeyman will come and eat you”). Deutsche Version: „Schlaf, mein Kind, Schlaf ein … sonst kommt der böse Mann und holt dich.“ |           |                      |                                   |                      |                                       |                       |                                                                        |                 |
| 50 | 6         | Der Exorzist         | Stories We Tell Our Young         | 6. Dez. 2013         | 19. Mai 2014                          | Aaron Lipstadt        | Michael Duggan                                                         | 6,323 Mio.      |
| — Eröffnungszitat aus den Inuit-Mythen: Original: “We don’t believe, we only fear.” Deutsche Version: „Wir glauben nicht, wir fürchten uns nur.“ |           |                      |                                   |                      |                                       |                       |                                                                        |                 |
| 51 | 7         | Dunkle Kanäle        | Cold Blooded                      | 13. Dez. 2013        | 26. Mai 2014                          | Terrence O’Hara       | Thomas Ian Griffith                                                    | 4,884 Mio.      |
| — Eröffnungszitat von John Dryden: Original: “But for the pit confounders, let them go, and find as little mercy as they show!” Deutsche Version: „Doch den Störenfried im Graben, ihn lasst ziehen und wie er euch, zeigt wenig Mitleid ihm!“ |           |                      |                                   |                      |                                       |                       |                                                                        |                 |
| 52 | 8         | Knecht Ruprecht      | Twelve Days of Krampus            | 13. Dez. 2013        | 26. Mai 2014                          | Tawnia McKiernan      | Dan E. Fesman                                                          | 4,884 Mio.      |
| — Eröffnungszitat aus dem Lied O Tannenbaum: Original: “O Christmas Tree, O Christmas Tree, How steadfast are your branches!” Deutsche Version: „O Tannenbaum, O Tannenbaum, wie treu sind deine Blätter …“ |           |                      |                                   |                      |                                       |                       |                                                                        |                 |
| 53 | 9         | Radioaktiv           | Red Menace                        | 3. Jan. 2014         | 2. Juni 2014                          | Allan Kroeker         | Alan DiFiore                                                           | 5,683 Mio.      |
| — Eröffnungszitat von Koschtschei: Original: “To kill Koschei the Deathless, first you must find his soul, which is hidden in an egg, in a duck in a lead chest buried beneath an oak tree.” Deutsche Version: „Um Koschtschei, den Unsterblichen, zu töten, musst du seine Seele finden. Sie ist versteckt in einem Ei, einer Ente, in einer bleiernen Kiste, begraben unter einer Eiche.“ |           |                      |                                   |                      |                                       |                       |                                                                        |                 |
| 54 | 10        | Familienbande        | Eyes of the Beholder              | 10. Jan. 2014        | 2. Juni 2014                          | Peter Werner          | Thomas Ian Griffith                                                    | 5,335 Mio.      |
| — Eröffnungszitat aus Der Kaufmann von Venedig: Original: “I am glad ’tis night, you do not look on me, for I am much ashamed of my exchange.” Deutsche Version: „Gut, dass es Nacht ist, dass ihr mich nicht seht; denn ich bin sehr beschämt von meinem Tausch.“ |           |                      |                                   |                      |                                       |                       |                                                                        |                 |
| 55 | 11        | Giftstachel          | The Good Soldier                  | 17. Jan. 2014        | 20. Okt. 2014                         | Rashaad Ernesto Green | Rob Wright                                                             | 5,707 Mio.      |
| — Eröffnungszitat aus Auge für Auge: Original: “Eye for eye, tooth for tooth, hand for hand, foot for foot.” Deutsche Version: „Auge um Auge, Zahn um Zahn, Hand um Hand, Fuß um Fuß.“ |           |                      |                                   |                      |                                       |                       |                                                                        |                 |
| 56 | 12        | Skalpiert            | The Wild Hunt                     | 24. Jan. 2014        | 27. Okt. 2014                         | Rob Bailey            | Jim Kouf & David Greenwalt                                             | 5,877 Mio.      |
| — Eröffnungszitat aus Brüderchen und Schwesterchen: Original: “Come back in the evening, I’ll have the door locked to keep out the wild huntsmen.” Deutsche Version: „Komm mir ja abends wieder, vor den wilden Jägern schließ ich mein Türlein.“ |           |                      |                                   |                      |                                       |                       |                                                                        |                 |
| 57 | 13        | Blitz und Donner     | Revelation                        | 28. Feb. 2014        | 3. Nov. 2014                          | Terrence O’Hara       | David Greenwalt & Jim Kouf                                             | 5,324 Mio.      |
| — Eröffnungszitat aus Hänsel und Gretel: Original: “Still, after a short time the family’s distress again worsened, and there was no relief anywhere in sight.” Deutsche Version: „Nach kurzer Zeit verschlimmerte sich die Not der Familie, und es war nirgendwo Hilfe in Sicht.“ |           |                      |                                   |                      |                                       |                       |                                                                        |                 |
| 58 | 14        | Die Opfergabe        | Mommy Dearest                     | 7. März 2014         | 10. Nov. 2014                         | Norberto Barba        | Brenna Kouf                                                            | 5,653 Mio.      |
| — Eröffnungszitat von Aswang: Original: “I am going off to a house and entering it like a snake … I will devour their babes and make their hearts ache.” Deutsche Version: „Ich geh zu einem Haus und schlängele mich hinein. Ich fresse ihre Kleinsten, bringe Kummer und Pein.“ |           |                      |                                   |                      |                                       |                       |                                                                        |                 |
| 59 | 15        | Der Fluch der Mumie  | Once We Were Gods                 | 14. März 2014        | 17. Nov. 2014                         | Steven DePaul         | Alan DiFiore                                                           | 5,357 Mio.      |
| — Eröffnungszitat aus dem Ägyptischen Totenbuch: Original: “You shall not become corrupt, you shall not become putrid, you shall not become worms.” Deutsche Version: „Du stinkst nicht, du verwest nicht, du wirst nicht zu Würmern.“ |           |                      |                                   |                      |                                       |                       |                                                                        |                 |
| 60 | 16        | Freakshow            | The Show Must Go On               | 21. März 2014        | 24. Nov. 2014                         | Paul A. Kaufman       | Marc Gaffen & Kyle McVey                                               | 5,711 Mio.      |
| — Eröffnungszitat von Theodore Roosevelt: Original: “Under such conditions, whatever is evil in men’s natures comes to the front.” Deutsche Version: „Unter solchen Bedingungen kommt jegliches Böse in der menschlichen Natur zum Vorschein.“ |           |                      |                                   |                      |                                       |                       |                                                                        |                 |
| 61 | 17        | Auf der Flucht       | Synchronicity                     | 4. Apr. 2014         | 1. Dez. 2014                          | David Solomon         | Handlung: Michael Duggan & Michael Golamco Schauspiel: Michael Golamco | 4,887 Mio.      |
| — Eröffnungszitat von Carl Gustav Jung: Original: “In all chaos there is a cosmos, in all disorder a secret order.” Deutsche Version: „In jedem Chaos ist ein Kosmos, in jeder Unordnung eine geheime Ordnung.“ |           |                      |                                   |                      |                                       |                       |                                                                        |                 |
| 62 | 18        | Versteckt            | The Law of Sacrifice              | 11. Apr. 2014        | 8. Dez. 2014                          | Terrence O’Hara       | Handlung: Michael Duggan & Michael Golamco Schauspiel: Michael Duggan  | 4,73 Mio.       |
| — Eröffnungszitat von Rumpelstilzchen: Original: “The Queen was terrified and offered the little man all the riches of the kingdom, if only he would leave the newborn child alone.” Deutsche Version: „Die Königin erschrak und bot dem Männchen alle Reichtümer des Königreichs an, wenn es ihr nur das Kind lassen wollte.“                                                              |           |                      |                                   |                      |                                       |                       |                                                                        |                 |
| 63 | 19        | Trubel               | Nobody Knows the Trubel I’ve Seen | 25. Apr. 2014        | 15. Dez. 2014                         | Norberto Barba        | David Greenwalt & Jim Kouf                                             | 4,929 Mio.      |
| — Eröffnungszitat aus Nobody Knows the Trouble I’ve Seen: Original: “Nobody knows the trouble I’ve seen, nobody knows my sorrow.” Deutsche Version: „Niemand kennt das Leid, das ich gesehen habe, niemand kennt meinen Kummer.“ |           |                      |                                   |                      |                                       |                       |                                                                        |                 |
| 64 | 20        | Kleider machen Leute | My Fair Wesen                     | 2. Mai 2014          | 22. Dez. 2014                         | Clark Mathis          | Handlung: Thomas Ian Griffith & Rob Wright Schauspiel: Sean Calder     | 4,925 Mio.      |
| — Eröffnungszitat aus Das hässliche Entlein: Original: “No longer a dark, gray bird, ugly and disagreeable to look at, but a graceful and beautiful swan.” Deutsche Version: „Kein schwarzgrauer Vogel mehr, hässlich und garstig, sondern ein schöner, prächtiger Schwan.“ |           |                      |                                   |                      |                                       |                       |                                                                        |                 |
| 65 | 21        | Die Truhe            | The Inheritance                   | 9. Mai 2014          | 29. Dez. 2014                         | Eric Laneuville       | Dan E. Fesman                                                          | 4,781 Mio.      |
| — Eröffnungszitat aus Das Wasser des Lebens: Original: “No, said the King. I’d rather die than place you in such great danger as you must meet with in your journey.” Deutsche Version: „Nein“, sprach der König, „die Gefahr einer solchen Reise ist zu groß, lieber will ich sterben.“ |           |                      |                                   |                      |                                       |                       |                                                                        |                 |
| 66 | 22        | Blondes Gift         | Blond Ambition                    | 16. Mai 2014         | 5. Jan. 2015                          | Norberto Barba        | David Greenwalt & Jim Kouf                                             | 5,336 Mio.      |
| — Eröffnungszitat aus Der Räuberbräutigam: Original: “Turn back, turn back, thou pretty bride, within this house thou must not abide. For here do evil things betide.” Deutsche Version: „Kehr um, kehr um, du junge Braut. Du bist in einem Mörderhaus.“ |           |                      |                                   |                      |                                       |                       |                                                                        |                 |

## Staffel 4
Die Erstausstrahlung der vierten Staffel war vom 24. Oktober 2014 bis zum 15. Mai 2015 auf dem US-amerikanischen Sender NBC zu sehen. Die deutschsprachige Erstausstrahlung sendete der deutsche Free-TV-Sender VOX vom 20. Juli 2015 bis zum 7. September 2015.
| Nr. (ges.) | Nr. (St.) | Deutscher Titel           | Originaltitel                 | Erstausstrahlung USA | Deutschsprachige Erstausstrahlung (D) | Regie              | Drehbuch                      | Zuschauer (USA) |
| --- | --------- | ------------------------- | ----------------------------- | -------------------- | ------------------------------------- | ------------------ | ----------------------------- | --------------- |
| 67 | 1         | Gedankenfänger            | Thanks for the Memories       | 24. Okt. 2014        | 20. Juli 2015                         | Norberto Barba     | David Greenwalt & Jim Kouf    | 5,28 Mio.       |
| — Eröffnungszitat aus Wissen ist Macht: Original: “Knowledge is power.” Deutsche Version: „Wissen ist Macht.“ |           |                           |                               |                      |                                       |                    |                               |                 |
| 68 | 2         | Kerkerhaft                | Octopus Head                  | 31. Okt. 2014        | 20. Juli 2015                         | Terrence O’Hara    | David Greenwalt & Jim Kouf    | 4,54 Mio.       |
| — Eröffnungszitat von Alexander Smith: Original: “A man’s real possession is his memory. In nothing else is he rich, In nothing else he is poor.” Deutsche Version: „Der wahre Besitz eines Menschen ist seine Erinnerung. An nichts anderem ist er reich, an nichts anderem ist er arm.“ |           |                           |                               |                      |                                       |                    |                               |                 |
| 69 | 3         | Letzter Kampf             | The Last Fight                | 7. Nov. 2014         | 27. Juli 2015                         | Paul Kaufman       | Thomas Ian Griffith           | 4,93 Mio.       |
| — Eröffnungszitat aus Macbeth: Original: “Stars, hide your fires; let not light see my black and deep desires.” Deutsche Version: „Verbirg dich, Sternenlicht; schau meine schwarzen, tiefen Wünsche nicht.“ |           |                           |                               |                      |                                       |                    |                               |                 |
| 70 | 4         | Der Golem                 | Dyin’ on a Prayer             | 14. Nov. 2014        | 27. Juli 2015                         | Tawnia McKiernan   | Sean Calder                   | 5,01 Mio.       |
| — Eröffnungszitat aus dem Buch Ijob: Original: “Oh, remember that you fashioned me out of clay! Will you then bring me down to dust?” Deutsche Version: „Bedenke doch, dass du mich aus Erde geschaffen hast, und lässt mich wieder zum Staub zurückkehren?“ |           |                           |                               |                      |                                       |                    |                               |                 |
| 71 | 5         | Wolfsbrüder               | Cry Luison                    | 21. Nov. 2014        | 3. Aug. 2015                          | Eric Laneuville    | Michael Golamco               | 5,43 Mio.       |
| — Eröffnungszitat aus Der Hirtenjunge und der Wolf: Original: “A liar will not be believed, even when he speaks the truth.” Deutsche Version: „Wer einmal lügt, dem glaubt man nicht, und wenn er auch die Wahrheit spricht.“ |           |                           |                               |                      |                                       |                    |                               |                 |
| 72 | 6         | Straße der Tränen         | Highway of Tears              | 28. Nov. 2014        | 3. Aug. 2015                          | John Behring       | Alan DiFiore                  | 5,17 Mio.       |
| — Eröffnungszitat von Kali: Original: “There is no mercy in you. You cut off the heads of men and women and these you wear as a garland around your neck.” Deutsche Version: „In dir wohnt kein Erbarmen. Männern und Frauen schlägst du die Köpfe ab und trägst sie um deinen Hals als Zierde.“ |           |                           |                               |                      |                                       |                    |                               |                 |
| 73 | 7         | Die Geister der Weihnacht | The Grimm Who Stole Christmas | 5. Dez. 2014         | 3. Aug. 2015                          | John Gray          | Dan E. Fesman                 | 4,96 Mio.       |
| — Eröffnungszitat aus A Christmas Carol: Original: “I have but to swallow this, and be for the rest of my days persecuted by a legion of goblins, all of my own creation. Humbug, I’ll tell you; humbug!” Deutsche Version: „Ich brauche ihn nur hinuterzuschlucken und mein ganzes Leben hindurch verfolgt mich eine Legion Kobolde, die ich selbst erschaffen habe. Dummes Zeug, sage ich, dummes Zeug!“ |           |                           |                               |                      |                                       |                    |                               |                 |
| 74 | 8         | Chupacabra                | Chupacabra                    | 12. Dez. 2014        | 10. Aug. 2015                         | Aaron Lipstadt     | Brenna Kouf                   | 5,07 Mio.       |
| — Eröffnungszitat von Chupacabra: Original: «Cuide su rebaño, nunca deje su lado. Cuide su sangre, el Chupacapbra tiene hambre.» Deutsche Version: „Möge er auf seine Herde aufpassen, nie von ihrer Seite weichen, möge er auf sein Blut aufpassen, der Chupacabra hat Hunger.“ |           |                           |                               |                      |                                       |                    |                               |                 |
| 75 | 9         | Wesenrein                 | Wesenrein                     | 16. Jan. 2015        | 10. Aug. 2015                         | Hanelle Culpepper  | Thomas Ian Griffith           | 4,62 Mio.       |
| — Eröffnungszitat aus Brüderchen und Schwesterchen: Original: “He had them brought before the court, and a judgement was handed down.” Deutsche Version: „Der König ließ beide vor Gericht führen, und es ward ihnen das Urteil gesprochen.“ |           |                           |                               |                      |                                       |                    |                               |                 |
| 76 | 10        | Tribunal                  | Tribunal                      | 23. Jan. 2015        | 10. Aug. 2015                         | Peter Werner       | David Greenwalt & Jim Kouf    | 5,024 Mio.      |
| — Eröffnungszitat aus Der Graf von Monte Christo: Original: “May the God of Vengeance now yield me His place to punish the wicked.” Deutsche Version: „Jetzt stehe mir der Rachegott bei, die Bösen zu strafen.“ |           |                           |                               |                      |                                       |                    |                               |                 |
| 77 | 11        | Unter Strom               | Death Do Us Part              | 30. Jan. 2015        | 17. Aug. 2015                         | Constantine Makris | Jeff Miller                   | 4,85 Mio.       |
| — Eröffnungszitat aus Anna Karenina: Original: “He felt now that he was not simply close to her, but that he did not know where he ended and she began.” Deutsche Version: „Er verstand, dass sie ihm nicht nur nahestand, sondern dass er jetzt nicht mehr wusste, wo sie aufhörte und er anfing.“ |           |                           |                               |                      |                                       |                    |                               |                 |
| 78 | 12        | Kopfgeld                  | Maréchaussée                  | 6. Feb. 2015         | 17. Aug. 2015                         | Eric Laneuville    | David Greenwalt & Jim Kouf    | 4,67 Mio.       |
| — Eröffnungszitat aus Der Fürst: Original: “Everyone sees what you appear to be, few experience what you really are.” Deutsche Version: „Jeder sieht wie du dich gibst, wenige wissen, wie du bist.“ |           |                           |                               |                      |                                       |                    |                               |                 |
| 79 | 13        | Lichterloh                | Trial by Fire                 | 13. Feb. 2015        | 17. Aug. 2015                         | Norberto Barbra    | Sean Calder                   | 4,86 Mio.       |
| — Eröffnungszitat aus English Bards and Scotch Reviewers: Original: “And glory like the phoenix midst her fires, Exhales her odours, blazes, and expires.” Deutsche Version: „Und wie der Phoenix, der in Flammen liegt, haucht Duft der Ruhm, verglühet und verfliegt.“ |           |                           |                               |                      |                                       |                    |                               |                 |
| 80 | 14        | Hasenjagd                 | Bad Luck                      | 20. März 2015        | 24. Aug. 2015                         | Terrence O’Hara    | Thomas Ian Griffith           | 4,78 Mio.       |
| — Eröffnungszitat aus Onkel Toms Hütte: Original: “No one is so thoroughly superstitious as the godless man.” Deutsche Version: „Niemand ist so vollständig abergläubisch wie der Gottlose.“ |           |                           |                               |                      |                                       |                    |                               |                 |
| 81 | 15        | Lockvogel                 | Double Date                   | 27. März 2015        | 24. Aug. 2015                         | Karen Gaviola      | Brenna Kouf                   | 4,929 Mio.      |
| — Eröffnungszitat von Hermaphroditos: Original: “One could have called that shape a woman or a boy: for it seemed neither and seemed both.” Deutsche Version: „Man konnte die Gestalt ein Weib oder einen Knaben nennen schien sie doch keines von beiden und doch beides zugleich.“ |           |                           |                               |                      |                                       |                    |                               |                 |
| 82 | 16        | Herzensbrecher            | Heartbreaker                  | 3. Apr. 2015         | 24. Aug. 2015                         | Rob Bailey         | Dan E. Fesman                 | 4,507 Mio.      |
| — Eröffnungszitat aus Der Froschkönig oder der eiserne Heinrich: Original: “How the silly frog does talk! He … can be no companion to any human being!” Deutsche Version: „So ein dummer Frosch! Was soll der sich mit Menschen anfreunden.“ |           |                           |                               |                      |                                       |                    |                               |                 |
| 83 | 17        | Eiseskälte                | Hibernaculum                  | 10. Apr. 2015        | 31. Aug. 2015                         | John Behring       | Michael Golamco               | 4,761 Mio.      |
| — Eröffnungszitat aus Die Schneekönigin: Original: “Ah! It was colder than ice; it penetrated to his very heart.” Deutsche Version: „Oh! Das war kälter als Eis; das ging ihm gerade hinein bis ins Herz.“ |           |                           |                               |                      |                                       |                    |                               |                 |
| 84 | 18        | Mishipeshu                | Mishipeshu                    | 17. Apr. 2015        | 31. Aug. 2015                         | Omar Madha         | Alan DiFiore                  | 4,54 Mio.       |
| — Eröffnungszitat von Alan Di Fiore: Original: “The Spirit you seek in the water is only a reflection of yourself.” Deutsche Version: „Der Geist, den du im Wasser suchst, ist nur eine Spiegelung deiner selbst.“ |           |                           |                               |                      |                                       |                    |                               |                 |
| 85 | 19        | Eisenhans                 | Iron Hans                     | 24. Apr. 2015        | 31. Aug. 2015                         | Sebastián Silva    | David Greenwalt & Jim Kouf    | 4,66 Mio.       |
| — Eröffnungszitat aus Ruf der Wildnis: Original: “He had killed man, the noblest game of all, and he had killed in the face of the law of club and fang.” Deutsche Version: „Er hatte Menschen getötet, das edelste Wild, und er hatte sie getötet nach dem Recht des Stärkeren.“ |           |                           |                               |                      |                                       |                    |                               |                 |
| 86 | 20        | Jack the Ripper           | You Don’t Know Jack           | 1. Mai 2015          | 7. Sep. 2015                          | Terrence O’Hara    | Sean Calder & Michael Golamco | 4,22 Mio.       |
| — Eröffnungszitat aus From Hell: Original: “Catch me when you can …” Deutsche Version: „Fangt mich, wenn ihr könnt …“ |           |                           |                               |                      |                                       |                    |                               |                 |
| 87 | 21        | Hinterhalt                | Headache                      | 8. Mai 2015          | 7. Sep. 2015                          | Jim Kouf           | David Greenwalt & Jim Kouf    | 4,209 Mio.      |
| — Eröffnungszitat von Euripides: Original: “Stronger than lover’s love is lover’s hate. Incurable, in each, the wounds they make.” Deutsche Version: „Stärker als eines Liebenden Liebe ist sein Hass. Unheilbar von beiden die Wunden.“ |           |                           |                               |                      |                                       |                    |                               |                 |
| 88 | 22        | Königskind                | Cry Havoc                     | 15. Mai 2015         | 7. Sep. 2015                          | Norberto Barbra    | Thomas Ian Griffith           | 4,739 Mio.      |
| — Eröffnungszitat von Hamlet: Original: “O, from this time forth, my thoughts be bloody or be nothing worth.” Deutsche Version: „Oh, von Stund an trachtet nach Blut, Gedanken, oder seid verachtet!“ |           |                           |                               |                      |                                       |                    |                               |                 |

## Staffel 5
Die Erstausstrahlung der fünften Staffel war vom 30. Oktober 2015 bis zum 20. Mai 2016 auf dem US-amerikanischen Sender NBC zu sehen. Die deutschsprachige Erstveröffentlichung fand im Juni 2017 bei Amazon Video per Streaming statt.
| Nr. (ges.) | Nr. (St.) | Deutscher Titel              | Originaltitel                | Erstausstrahlung USA | Deutschsprachige Erstveröffentlichung (D/A) | Regie             | Drehbuch                   | Zuschauer (USA) |
| --- | --------- | ---------------------------- | ---------------------------- | -------------------- | ------------------------------------------- | ----------------- | -------------------------- | --------------- |
| 89 | 1         | Wer willst du sein?          | The Grimm Identity           | 30. Okt. 2015        | Juni 2017                                   | Eric Laneuville   | David Greenwalt & Jim Kouf | 4,043 Mio.      |
| — Eröffnungszitat von Frederick Douglass: Original: “It is not light that we need, but fire.” Deutsche Version: „Nicht Licht ist vonnöten, sondern Feuer.“ |           |                              |                              |                      |                                             |                   |                            |                 |
| 90 | 2         | Zeichen                      | Clear and Wesen Danger       | 6. Nov. 2015         | Juni 2017                                   | Norberto Barba    | Thomas Ian Griffith        | 3,783 Mio.      |
| — Eröffnungszitat von Voltaire: Original: “Cherish those who seek the truth but beware of those who find it.” Deutsche Version: „Glaube denen, die die Wahrheit suchen, und zweifle an denen, die sie gefunden haben.“                                                |           |                              |                              |                      |                                             |                   |                            |                 |
| 91 | 3         | Im Wald der Kinder           | Lost Boys                    | 13. Nov. 2015        | Juni 2017                                   | Aaron Lipstadt    | Sean Calder                | 3,658 Mio.      |
| — Eröffnungszitat aus Peter Pan: Original: “I think I had a mother once.” Deutsche Version: „Ich glaube, ich hatte auch mal eine Mutter.“ |           |                              |                              |                      |                                             |                   |                            |                 |
| 92 | 4         | Die Blutsbraut               | Maiden Quest                 | 20. Nov. 2015        | Juni 2017                                   | Hanelle Culpepper | Brenna Kouf                | 3,625 Mio.      |
| — Eröffnungszitat aus Die zertanzten Schuhe: Original: “After three days and nights, whoever tries and does not succeed shall be put to death.” Deutsche Version: „Wer es nach drei Tagen und Nächten nicht herausbrächte, der hätte sein Leben verwirkt.“            |           |                              |                              |                      |                                             |                   |                            |                 |
| 93 | 5         | Der Rattenkönig              | The Rat King                 | 4. Dez. 2015         | Juni 2017                                   | David Solomon     | Jeff Miller                | 3,694 Mio.      |
| — Eröffnungszitat aus Rattenfänger von Hameln: Original: “Rats! They fought the dogs, and killed the cats …” Deutsche Version: „Ratten! Sie fochten mit Hunden und töteten Katzen …“                                                                                  |           |                              |                              |                      |                                             |                   |                            |                 |
| 94 | 6         | Wesen Nacht                  | Wesen Nacht                  | 11. Dez. 2015        | Juni 2017                                   | Darnell Martin    | David Greenwalt & Jim Kouf | 3,644 Mio.      |
| — Eröffnungszitat aus Paradise Lost: Original: “Awake, arise, or be forever fall’n” Deutsche Version: „Erwacht! Erhebt euch oder bleibt gestürzt!“ |           |                              |                              |                      |                                             |                   |                            |                 |
| 95 | 7         | Racheengel                   | Eve of Destruction           | 29. Jan. 2016        | Juni 2017                                   | John Behring      | Thomas Ian Griffith        | 3,81 Mio.       |
| — Eröffnungszitat aus Große Erwartungen: Original: “I have been bent and broken, but, I hope, into a better shape.” Deutsche Version: „Mein Geist ist gebeugt und gebrochen worden, und ich hoffe, dass er eine bessere Gestalt angenommen hat.“                      |           |                              |                              |                      |                                             |                   |                            |                 |
| 96 | 8         | Das Monster aus dem See      | A Reptile Dysfunction        | 5. Feb. 2016         | Juni 2017                                   | David Straiton    | Michael Golamco            | 4,423 Mio.      |
| — Eröffnungszitat von Phineas Taylor Barnum: Original: “A sucker is born every minute.” Deutsche Version: „Jeden Tag steht ein Dummer auf.“ |           |                              |                              |                      |                                             |                   |                            |                 |
| 97 | 9         | Kreuzigung                   | Star-Crossed                 | 12. Feb. 2016        | Juni 2017                                   | Carlos Avila      | Sean Calder                | 4,187 Mio.      |
| — Eröffnungszitat aus der Bibel (5. Mose 12:16 ): Original: “Only you shall not eat the blood; you shall pour it out on the earth like water.” Deutsche Version: „Nur das Blut sollst du nicht essen, sondern auf die Erde gießen wie Wasser.“                        |           |                              |                              |                      |                                             |                   |                            |                 |
| 98 | 10        | Die Grimm-Chroniken          | Map of the Seven Knights     | 19. Feb. 2016        | Juni 2017                                   | Aaron Lipstadt    | Jim Kouf                   | 4,036 Mio.      |
| — Eröffnungszitat aus Ulysses: Original: “History is a nightmare from which I am trying to awake.” Deutsche Version: „Die Geschichte ist ein Albtraum aus dem ich zu erwachen suche.“                                                                                 |           |                              |                              |                      |                                             |                   |                            |                 |
| 99 | 11        | Unter der Erde               | Key Move                     | 4. März 2016         | Juni 2017                                   | Eric Laneuville   | Thomas Ian Griffith        | 4,264 Mio.      |
| — Eröffnungszitat aus Moby-Dick: Original: “It is not down in any map; true places never are.” Deutsche Version: „Sie ist auf keiner Karte verzeichnet. Die wahren Orte sind das nie.“                                                                                |           |                              |                              |                      |                                             |                   |                            |                 |
| 100 | 12        | Das Relikt                   | Into the Schwarzwald         | 11. März 2016        | Juni 2017                                   | Norberto Barba    | David Greenwalt & Jim Kouf | 3,911 Mio.      |
| — Eröffnungszitat aus Der Sturm: Original: “What’s past is prologue.” Deutsche Version: „Was bisher geschah, ist nur ein Vorspiel.“ |           |                              |                              |                      |                                             |                   |                            |                 |
| 101 | 13        | Die Maske                    | Silence of the Slams         | 18. März 2016        | Juni 2017                                   | David Straiton    | Brenna Kouf                | 4,202 Mio.      |
| — Eröffnungszitat von Oscar Wilde: Original: “Give a man a mask and he will show his true face.” Deutsche Version: „Gib einem Mann eine Maske und er zeigt dir sein wahres Gesicht.“                                                                                  |           |                              |                              |                      |                                             |                   |                            |                 |
| 102 | 14        | Blutrausch                   | Lycanthropia                 | 25. März 2016        | Juni 2017                                   | Lee Rose          | Jeff Miller                | 4,316 Mio.      |
| — Eröffnungszitat aus Der Hund von Baskerville: Original: “The world is full of obvious things which nobody by chance ever observes.” Deutsche Version: „Die Welt ist voll von offensichtlichen Dingen, die niemals jemals bemerkt.“                                  |           |                              |                              |                      |                                             |                   |                            |                 |
| 103 | 15        | Ewige Jugend                 | Skin Deep                    | 1. Apr. 2016         | Juni 2017                                   | Karen Gaviola     | Michael Golamco            | 4,052 Mio.      |
| — Eröffnungszitat aus Die Kreutzersonate: Original: “It is amazing how complete is the delusion that beauty is goodness.” Deutsche Version: „Merkwürdig, wie leicht Menschen die Illusion verfallen, dass Schönheit zugleich auch Güte sei.“                          |           |                              |                              |                      |                                             |                   |                            |                 |
| 104 | 16        | Teufel im Leib               | The Believer                 | 8. Apr. 2016         | Juni 2017                                   | John Behring      | David Greenwalt & Jim Kouf | 4,25 Mio.       |
| — Eröffnungszitat von Oscar Wilde: Original: “We are each our own devil, and we make this world our hell.” Deutsche Version: „Jeder von uns ist seineigener Teufel, und wir machen uns diese Welt zur Hölle.“                                                         |           |                              |                              |                      |                                             |                   |                            |                 |
| 105 | 17        | Der Schutzgeist              | Inugami                      | 15. Apr. 2016        | Juni 2017                                   | Sharat Raju       | Kyle McVey                 | 3,75 Mio.       |
| — Eröffnungszitat von Samuel Johnson: Original: “Revenge is the act of passion; vengeance is an act of justice.” Deutsche Version: „Rache ist eine Tat der Leidenschaft, Vergeltung eine der Gerechtigkeit.“                                                          |           |                              |                              |                      |                                             |                   |                            |                 |
| 106 | 18        | Bis auf die Knochen          | Good to the Bone             | 22. Apr. 2016        | Juni 2017                                   | Peter Werner      | Martin Weiss               | 3,894 Mio.      |
| — Eröffnungszitat aus Julius Caesar: Original: “The evil that men do lives after them; the good is oft interred with their bones.” Deutsche Version: „Was Menschen Böses tun, das überlebt sie; das Gute fällt ins Grab mit ihren Knochen.“                           |           |                              |                              |                      |                                             |                   |                            |                 |
| 107 | 19        | Blutige Träume               | The Taming of the Wu         | 29. Apr. 2016        | Juni 2017                                   | Terrence O’Hara   | Brenna Kouf                | 3,756 Mio.      |
| — Eröffnungszitat aus Frankenstein oder Der moderne Prometheus: Original: “Nothing is so painful to the human mind as a great and sudden change.” Deutsche Version: „Nichts ist so schmerzhaft für den menschlichen Geist wie eine große und plötzliche Veränderung.“ |           |                              |                              |                      |                                             |                   |                            |                 |
| 108 | 20        | Schwarze Nacht               | Bad Night                    | 13. Mai 2016         | Juni 2017                                   | Norberto Barba    | Sean Calder                | 3,394 Mio.      |
| — Eröffnungszitat aus Camino Real: Original: “We have to distrust each other. It is our only defense against betrayal.” Deutsche Version: „Wir müssen einander misstrauen. Das ist unser einziger Schutz gegen den Verrat.“                                           |           |                              |                              |                      |                                             |                   |                            |                 |
| 109 | 21        | Der Anfang vom Ende – Teil 1 | The Beginning of the End (1) | 20. Mai 2016         | Juni 2017                                   | David Greenwalt   | David Greenwalt & Jim Kouf | 4,032 Mio.      |
| — Eröffnungszitat von Emiliano Zapata: Original: “It is better to die on your feet than to live on your knees.” Deutsche Version: „Es ist besser aufrecht zu sterben, als auf den Knien zu leben.“                                                                    |           |                              |                              |                      |                                             |                   |                            |                 |
| 110 | 22        | Der Anfang vom Ende – Teil 2 | The Beginning of the End (2) | 20. Mai 2016         | Juni 2017                                   | Norberto Barba    | Thomas Ian Griffith        | 4,032 Mio.      |
| — Eröffnungszitat von Friedrich Nietzsche: Original: “All the world is a will to power …” Deutsche Version: „Diese Welt ist der Wille zur Macht.“ |           |                              |                              |                      |                                             |                   |                            |                 |

## Staffel 6
Anfang April 2016 verlängerte NBC die Serie um eine sechste und letzte Staffel. Diese wurde zwischen dem 6. Januar 2017 und 31. März 2017 in den USA ausgestrahlt. Die deutschsprachige Erstveröffentlichung fand am 1. Juni 2018 bei Amazon Video per Streaming statt.
| Nr. (ges.) | Nr. (St.) | Deutscher Titel           | Originaltitel              | Erstausstrahlung USA | Deutschsprachige Erstveröffentlichung (D/A) | Regie           | Drehbuch                   | Zuschauer (USA) |
| --- | --------- | ------------------------- | -------------------------- | -------------------- | ------------------------------------------- | --------------- | -------------------------- | --------------- |
| 111 | 1         | Treibjagd                 | Fugitive                   | 6. Jan. 2017         | 1. Juni 2018                                | Aaron Lipstadt  | David Greenwalt & Jim Kouf | 4,485 Mio.      |
| — Eröffnungszitat von Aldous Huxley: Original: “Maybe this world is another planet’s hell.” Deutsche Version: „Vielleicht ist diese Welt die Hölle eines anderen Planeten.“                                                                                        |           |                           |                            |                      |                                             |                 |                            |                 |
| 112 | 2         | Hals in der Schlinge      | Trust Me Knot              | 13. Jan. 2017        | 1. Juni 2018                                | John Gray       | David Greenwalt & Jim Kouf | 4,241 Mio.      |
| — Eröffnungszitat von André Malraux: Original: “Man is not what he thinks he is, he is what he hides.” Deutsche Version: „Der Mensch ist nicht, wofür er sich hält, er ist das, was er verbirgt.“                                                                  |           |                           |                            |                      |                                             |                 |                            |                 |
| 113 | 3         | Im Körper des Feindes     | Oh Captain, My Captain     | 20. Jan. 2017        | 1. Juni 2018                                | David Giuntoli  | Thomas Ian Griffith        | 4,29 Mio.       |
| — Eröffnungszitat von Mihail Sebastian: Original: “You will face yourself again in a moment of terror.” Deutsche Version: „In einem Augenblick des Schreckens wirst du dir selbst begegnen.“                                                                       |           |                           |                            |                      |                                             |                 |                            |                 |
| 114 | 4         | Das dritte Auge           | El Cuegle                  | 27. Jan. 2017        | 1. Juni 2018                                | Carlos Avila    | Brenna Kouf                | 4,281 Mio.      |
| — Eröffnungszitat aus Die Aeneis, Buch 2: Original: “Foretold our fate, by the gods’ decree, all heard and none believed the prophecy.” Deutsche Version: „Alle hörten die Weissagung, doch die Götter wollten, dass niemand ihr Glauben schenkte.“                |           |                           |                            |                      |                                             |                 |                            |                 |
| 115 | 5         | Alle sieben Jahre         | The Seven Year Itch        | 3. Feb. 2017         | 1. Juni 2018                                | Lee Rose        | Jeff Miller                | 4,079 Mio.      |
| — Eröffnungszitat aus Das verflixte 7. Jahr: Original: “When something itches my dear sir, the natural tendency is to scratch.” Deutsche Version: „Wenn etwas juckt, mein lieber Herr, verlangt die Natur, dass man sich kratzt.“                                  |           |                           |                            |                      |                                             |                 |                            |                 |
| 116 | 6         | Der Alp                   | Breakfast in Bed           | 10. Feb. 2017        | 1. Juni 2018                                | Julie Herlocker | Kyle McVey                 | 3,997 Mio.      |
| — Eröffnungszitat von Heinrich Heine: Original: “Sleep is good, death is better; but of course, the best thing would to have never been born at all.” Deutsche Version: „Gut ist der Schlaf, der Tod ist besser – freilich das Beste wäre, nie geboren zu sein.“   |           |                           |                            |                      |                                             |                 |                            |                 |
| 117 | 7         | Höllische Liebe           | Blind Love                 | 17. Feb. 2017        | 1. Juni 2018                                | Aaron Lipstadt  | Sean Calder                | 3,918 Mio.      |
| — Eröffnungszitat aus Ein Sommernachtstraum: Original: “Love looks not with the eyes, but with the mind. And therefore is winged Cupid painted blind.” Deutsche Version: „Die Liebe sieht mit dem Gemüt, nicht mit den Augen, Drum nennt man ja Gott Armor blind.“ |           |                           |                            |                      |                                             |                 |                            |                 |
| 118 | 8         | Das Experiment            | The Son Also Rises         | 24. Feb. 2017        | 1. Juni 2018                                | Peter Werner    | Todd Milliner & Nick Peet  | 4,008 Mio.      |
| — Eröffnungszitat von Mary Wollstonecraft: Original: “No man chooses evil because it is evil; he only mistakes it for happiness.” Deutsche Version: „Kein Mensch wählt das Böse, weil es böse ist; er verwechselt es nur mit dem Glück.“                           |           |                           |                            |                      |                                             |                 |                            |                 |
| 119 | 9         | Eins mit der Natur        | Tree People                | 3. März 2017         | 1. Juni 2018                                | Jim Kouf        | Brenna Kouf                | 4,234 Mio.      |
| — Eröffnungszitat von William Blake aus „A Poison Tree“: Original: “In the morning glad I see; my foe outstretched beneath the tree.” Deutsche Version: „Morgens seh ich, mit Vergnügen, meinen Feind am Giftbaum liegen.“                                         |           |                           |                            |                      |                                             |                 |                            |                 |
| 120 | 10        | Gevatter Tod              | Blood Magic                | 10. März 2017        | 1. Juni 2018                                | Janice Cooke    | Thomas Ian Griffith        | 3,951 Mio.      |
| — Eröffnungszitat von Thomas Paine: Original: “Nothing, they say, is more certain than death, and nothing more uncertain than the time of dying.” Deutsche Version: „Nichts, so heißt es, sei gewisser als der Tod; und nichts ungewisser als seine Stunde.“       |           |                           |                            |                      |                                             |                 |                            |                 |
| 121 | 11        | Die Welt der wilden Wesen | Where the Wild Things Were | 17. März 2017        | 1. Juni 2018                                | Terrence O’Hara | Brenna Kouf                | 3,961 Mio.      |
| — Eröffnungszitat aus Der Sturm: Original: “Hell is empty and all the devils are here.” Deutsche Version: „Die Hölle ist leer, alle Teufel sind hier.“ |           |                           |                            |                      |                                             |                 |                            |                 |
| 122 | 12        | Neue Dimensionen          | Zerstörer Shrugged         | 24. März 2017        | 1. Juni 2018                                | Aaron Lipstadt  | Brenna Kouf                | 4,14 Mio.       |
| — Eröffnungszitat aus Psalm 2:9: Original: “You will break them with an iron rod and smash them like clay pots.” Deutsche Version: „Die wirst sie zerschlagen mit eiserner Keule.“                                                                                 |           |                           |                            |                      |                                             |                 |                            |                 |
| 123 | 13        | Das Ende                  | The End                    | 31. März 2017        | 1. Juni 2018                                | David Greenwalt | David Greenwalt & Jim Kouf | 4,327 Mio.      |
| — Eröffnungszitat aus Psalm 23:4: Original: “Thy rod and thy staff, they comfort me.” Deutsche Version: „Dein Stock und dein Stab geben mir Zuversicht.“ |           |                           |                            |                      |                                             |                 |                            |                 |

## Zuschauerzahlen
| Staffel | Staffel   | Episodennummer | Episodennummer | Episodennummer | Episodennummer | Episodennummer | Episodennummer | Episodennummer | Episodennummer | Episodennummer | Episodennummer | Episodennummer | Episodennummer | Episodennummer | Episodennummer | Episodennummer | Episodennummer | Episodennummer | Episodennummer | Episodennummer | Episodennummer | Episodennummer | Episodennummer |
| Staffel | Staffel   | 1              | 2              | 3              | 4              | 5              | 6              | 7              | 8              | 9              | 10             | 11             | 12             | 13             | 14             | 15             | 16             | 17             | 18             | 19             | 20             | 21             | 22             |
| ------- | --------- | -------------- | -------------- | -------------- | -------------- | -------------- | -------------- | -------------- | -------------- | -------------- | -------------- | -------------- | -------------- | -------------- | -------------- | -------------- | -------------- | -------------- | -------------- | -------------- | -------------- | -------------- | -------------- |
|         | Staffel 1 | 6,56           | 6,01           | 5,18           | 5,44           | 4,09           | 5,43           | 5,16           | 4,65           | 5,92           | 4,79           | 5,3            | 4,79           | 5,3            | 5,15           | 4,15           | 4,45           | 4,96           | 4,56           | 4,33           | 4,73           | 4,45           | 5,1            |
|         | Staffel 2 | 5,64           | 4,9            | 4,67           | 4,62           | 5,32           | 5,29           | 5,01           | 5,03           | 6,11           | 5,64           | 5,21           | 5,03           | 4,9            | 4,91           | 5              | 4,86           | 5,13           | 4,85           | 5,77           | 5,67           | 5,36           | 4,99           |
|         | Staffel 3 | 6,15           | 4,96           | 4,875          | 5,809          | 5,723          | 6,323          | 4,884          | 4,884          | 5,683          | 5,335          | 5,707          | 5,877          | 5,324          | 5,653          | 5,357          | 5,711          | 4,887          | 4,73           | 4,929          | 4,925          | 4,781          | 5,336          |
|         | Staffel 4 | 5,28           | 4,54           | 4,93           | 5,01           | 5,43           | 5,17           | 4,96           | 5,07           | 4,62           | 5,024          | 4,85           | 4,67           | 4,86           | 4,78           | 4,929          | 4,507          | 4,761          | 4,54           | 4,66           | 4,22           | 4,209          | 4,739          |
|         | Staffel 5 | 4,043          | 3,783          | 3,658          | 3,625          | 3,694          | 3,644          | 3,81           | 4,423          | 4,187          | 4,036          | 4,264          | 3,911          | 4,202          | 4,316          | 4,052          | 4,25           | 3,75           | 3,894          | 3,756          | 3,394          | 4,032          | 4,032          |
|         | Staffel 6 | 4,485          | 4,241          | 4,29           | 4,281          | 4,079          | 3,997          | 3,918          | 4,008          | 4,234          | 3,951          | 3,961          | 4,14           | 4,327          | N/A            | N/A            | N/A            | N/A            | N/A            | N/A            | N/A            | N/A            | N/A            |